# وینوهرادنه
وینوهرادنه (به لاتین: Vynohradne) یک منطقهٔ مسکونی در اوکراین است که در شبه‌جزیره کریمه واقع شده‌است. وینوهرادنه ۱٬۴۹۴ نفر جمعیت دارد و ۱۷۱ متر بالاتر از سطح دریا واقع شده‌است.